# Emblema del Paraguay
Gli emblemi del Paraguay, sono i due utilizzati nella bandiera nazionale: il Sigillo Nazionale (Sello Nacional) sul recto e il Sigillo del Tesoro (Sello de Hacienda) sul verso.

## Descrizione
Il Sigillo Nazionale è di forma circolare, senza sfondo e contornato da tre bordi. Al suo interno, nel centro geometrico, vi è una stella dorata a cinque punte, detta stella di maggio, a richiamo del 15 maggio 1811, ovvero il giorno dell'indipendenza dalla Spagna. La stella è circondata da due rami, uno di palma a sinistra e uno di ulivo a destra; bordando i rami, a lettere nere maiuscole vi è l'iscrizione: "República del Paraguay", ossia la denominazione ufficiale del paese.
Il Sigillo del Tesoro posto sul retro, è anch'esso di forma circolare, contornato da tre bordi su sfondo bianco recante in lettere nere maiuscole l'iscrizione "Paz y Justicia" (Pace e Giustizia). Al suo interno, l'emblema reca un leone nel suo colore naturale, posto di profilo e rivolto verso destra, in posizione seduta. In secondo piano, dietro l'animale, si erge in posizione centrale, un'asta sormontata dal berretto frigio, simbolo di libertà.